# Obrezivanje
| 90% - 100% 80% - 89% 70% - 79% 60% - 69% | 50% - 59% 40% - 49% 30% - 39% 20% - 29% | 10% - 19% 1% - 9% <1% Nema podataka |

Muško obrezivanje ili cirkumcizija (od lat. circumcidere, sa značenjem „obrezati“) jeste hirurško otklanjanje kožice (prepucijuma) sa ljudskog penisa. U tipičnoj proceduri, kožica se otvara i zatim odvaja od glavića penisa nakon inspekcije. Alat za obrezivanje (ako se koristi) se postavlja, i zatim se kožica uklanja. Topikalna ili lokalno ubrizgana anestezija se može koristiti da bi se umanjio bol i fiziološki stres. Kod odraslih, generalna anestezija je moguća opcija, i procedura se često izvodi bez specijalizovanog alata za obrezivanje. Ovoj proceduri se najčešće pristupa iz religioznih razloga ili ličnih preferencija.
Ona može da ima terapeutsku i profilaktičku svrhu. Ona je mogući tretman za tešku patološku fimozu, refraktorni balanopostitis i hronične infekcije urinarnog trakta.  Ona je kontraindikovana u slučajevima pojedinih genitalnih strukturnih abnormalija ili lošeg opšteg zdravlja.
Pozicije svetskih glavnih medicinskih organizacija su u opsegu, od stanovišta da od neonatalne cirkumcizije nema koristi i da je veoma rizična, do toga da pruža manju zdravstvenu korist, koja je veća od malih rizika.
Ni jedna od glavnih medicinskih organizacija ne preporučuje bilo univerzalno obrezivanje za svu mušku odojčad (osim preporuke Svetske zdravstvene organizacije za delove Afrike), niti zabranjuje proceduru. Etička i pravna pitanja informisanog pristanka i autonomije su razmatrana u kontekstu neterapeutske neonatalne cirkumcizije.
Godine 2009. Kohranova meta-analiza studija izvršenih na seksualno aktivnim ljudima u Africi je utvrdila da obrezivanje redukuje stepen HIV infekcija među heteroseksualnim muškarcima za 38-66% tokom perioda od 24 meseca. WHO preporučuje smatranje obrezivanja delom obimnog HIV programa u oblastima sa visokim endemskim nivoima HIV-a, kao što je Podsaharska Afrika, gde su studije dovele do zaključka da je to isplativo protiv HIV-a. Obrezivanje redukuje učestalost HSV-2 infekcija za 28%, i povezano je sa umanjenom prevalencijom onkogenskog ljudskog papilomavirusa i umanjenim rizikom od UTI i raka penisa, ali da rutinsko obrezivanje nije opravdano radi prevencije tih oboljenja. Studije potencijalnih protektivnih dejstava protiv drugih seksualno prenosivih infekcija nisu proizvele definitivne zaključke. Jedan pregled literature širom sveta iz 2010. je ustanovio da obrezivanja izvedena od strane medicinskih ustanova imaju srednji nivo komplikacija od 1,5% za novorođenčad i 6% za stariju decu, sa nekoliko slučajeva ozbiljnih komplikacija. Krvarenje, infekcija i uklanjanje bilo suviše ili premalo prepucijuma su najčešće komplikacije. Obrezivanje nema negativan uticaj na seksualnu funkciju.
Oko jedne trećine muškaraca širom sveta su obrezani. Procedura je najprevalentnija u Muslimanskom svetu i Izraelu (gde je skoro univerzalna), Sjedinjenim Državama i delovima Jugoistočne Azije i Africi. Ona je relativno retka u Evropi, Latinskoj Americi, delovima Južne Afrike i većem delu Azije. Poreklo obrezivanja nije pouzdano poznato. Najstarija dokumentovana evidencija potiče iz antičkog Egipta. Razne teorije o poreklu su predložene, uključujući religiozno žrtvovanje i kao pravo prelaza kojim se označava ulaz dečaka u svet odraslih. Obrezivanje je deo religioznog zakona u Judaizmu i ukorenjena je praksa u Islamu, Koptskoj orijentalno-pravoslavnoj crkvi i Etiopskoj orijentalno-pravoslavnoj crkvi.

## Literatura
- Hay W, Levin M (2012). Current Diagnosis and Treatment Pediatrics 21/E. McGraw Hill Professional. стр. 18—19. ISBN 978-0-07-177971-5.
- al-Sabbagh, Muhammad Lutfi (1996). Islamic ruling on male and female circumcision (PDF). World Health Organization. стр. 16. ISBN 92-9021-216-0.
- Clark, M. (2011). Islam For Dummies. John Wiley & Sons. стр. 170. ISBN 978-1-118-05396-6.
- Caga-anan EC, Thomas AJ, Diekema DS, Mercurio MR, Adam MR (2011). Clinical Ethics in Pediatrics: A Case-Based Textbook. Cambridge University Press. стр. 43. ISBN 978-0-521-17361-2.
- Bolnick DA, Koyle M, Yosha A (2012). Surgical Guide to Circumcision. Springer. ISBN 978-1-4471-2857-1.
- Gollaher D (2001). Circumcision: A History Of The World's Most Controversial Surgery. Basic Books. ISBN 978-0-465-02653-1.[мртва веза]

## Spoljašnje veze
- (all from Stanford Medical School)